# William Gurney Rothery
William Gurney Rothery   (Londres, 26 d'octubre de 1858 - 1930) fou un musicòleg anglès. Estudià cant a Londres i Leipzig. Durant molts anys fou auxiliar de música en el Departament d'Instrucció Pública i Examinador de Música i Cant en la Unió Nacional Froebel. Professor de cant clàssic i de cors en el City of London College, en l'escola Lady Holles i en altres centres (1890-1910). Des de 1910 secretari de la Royal Choral Society. A més de gran nombre d'articles i monografies sobre cant i música, va traduir a l'anglès més de mig miler cants, cors, cantates... A més compongué el drama A Lucky Star (1907).